# Nomen

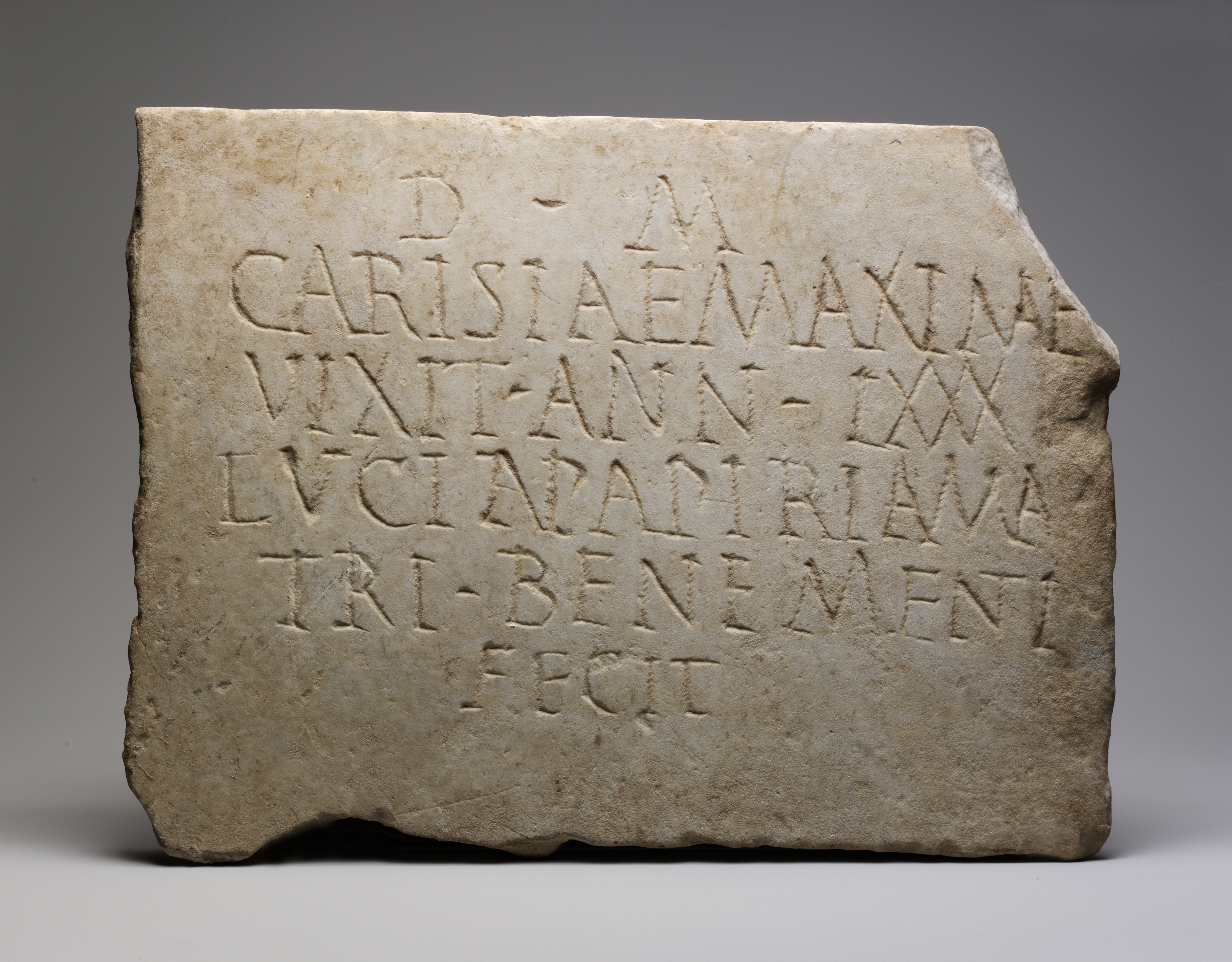
Placa funeraria romana

El nomen de los romanos es el equivalente a nuestro apellido. Se heredaba de padres a hijos y designaba a todos los descendientes de un antepasado común: Julio, Sergio, Servilio, Tulio, etc. Es decir, señalaba la gens a la que pertenecía el individuo.
Por ejemplo:
- Cayo Julio César (de la familia de los Julios, o gens Julia).
- Lucio Cornelio Sila (de la familia de los Cornelios, o gens Cornelia).

Los libertos solían adquirir el nomen de la familia de la que habían sido esclavos, y las mujeres eran nombradas únicamente por el apellido familiar en femenino.